# واهان قازاریان (آکادمیسین)
واهان هوُسپی قازاریان (ارمنی: Վահան Հովսեփի Ղազարյան؛ زادهٔ ۱ ژانویهٔ ۱۹۱۸ - درگذشته ۹ اوت ۲۰۰۲) یک گیاه‌شناس و استاد اهل ارمنستان بود.

## زندگی‌نامه
در ۱۴ ژانویه [سبک قدیمی: ۱ ژانویه] ۱۹۱۸ در خندزورسک به دنیا آمد و از دانشگاه دولتی ایروان (۱۹۴۱) فارغ‌التحصیل شد. وی عضو فرهنگستان ملی علوم ارمنستان بود. وی همچنین برنده نشان جنگ میهنی (درجه دو) (۱۹۸۸)، مدال شجاعت (۱۹۴۷) و مدال به خاطر پیروزی مقابل آلمان در جنگ بزرگ میهنی (۱۹۴۵–۱۹۴۱) شده است. وی در ۹ اوت ۲۰۰۲ در سن ۸۴ سالگی در ایروان درگذشت و در آرامستان مرکزی ایروان (توخماخ) به خاک سپرده شد.

## یادداشت
1. ↑  կենսաբանական գիտությունների դոկտոր

## نگارخانه

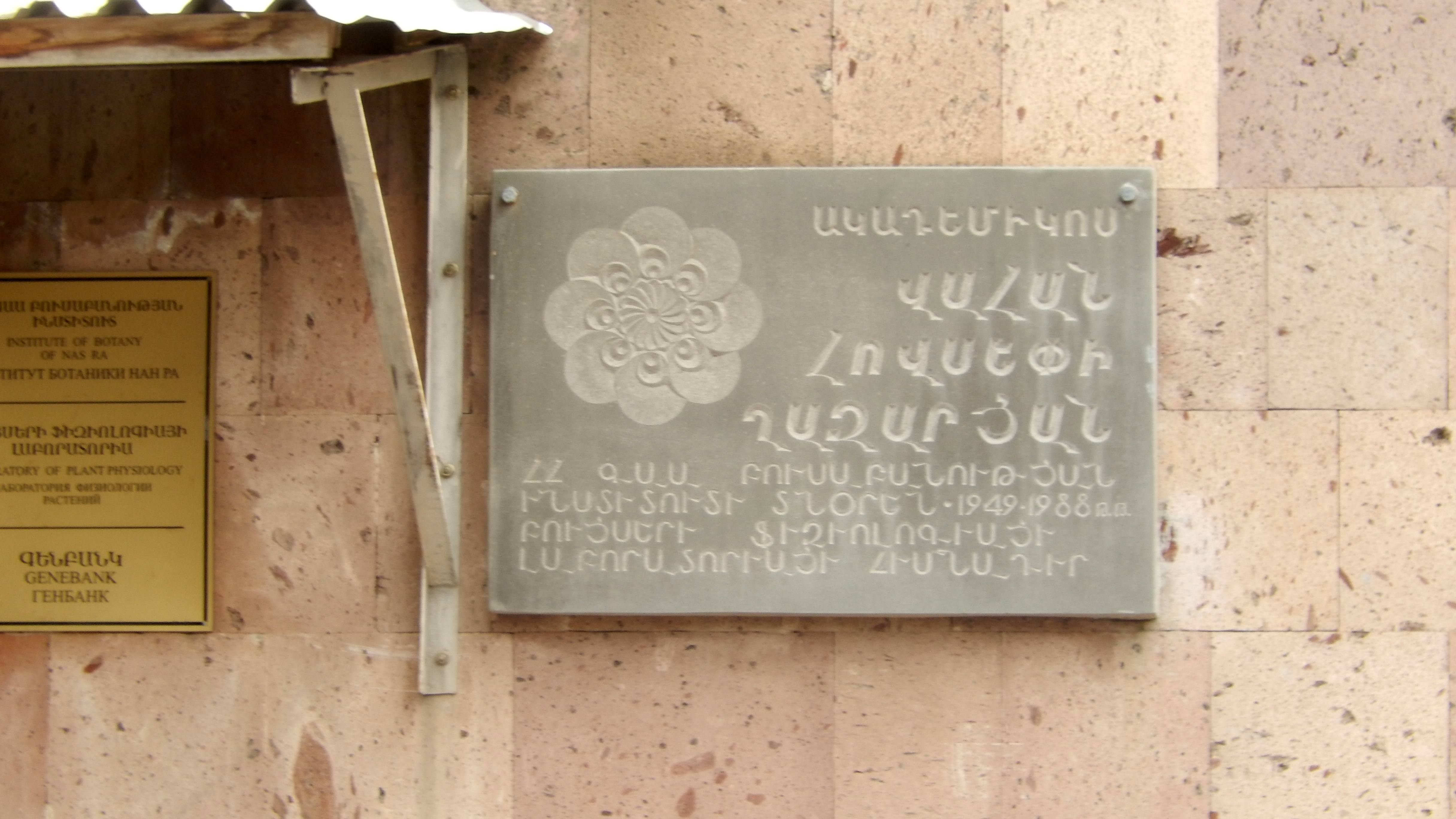
باغ گیاه‌شناسی ایروان
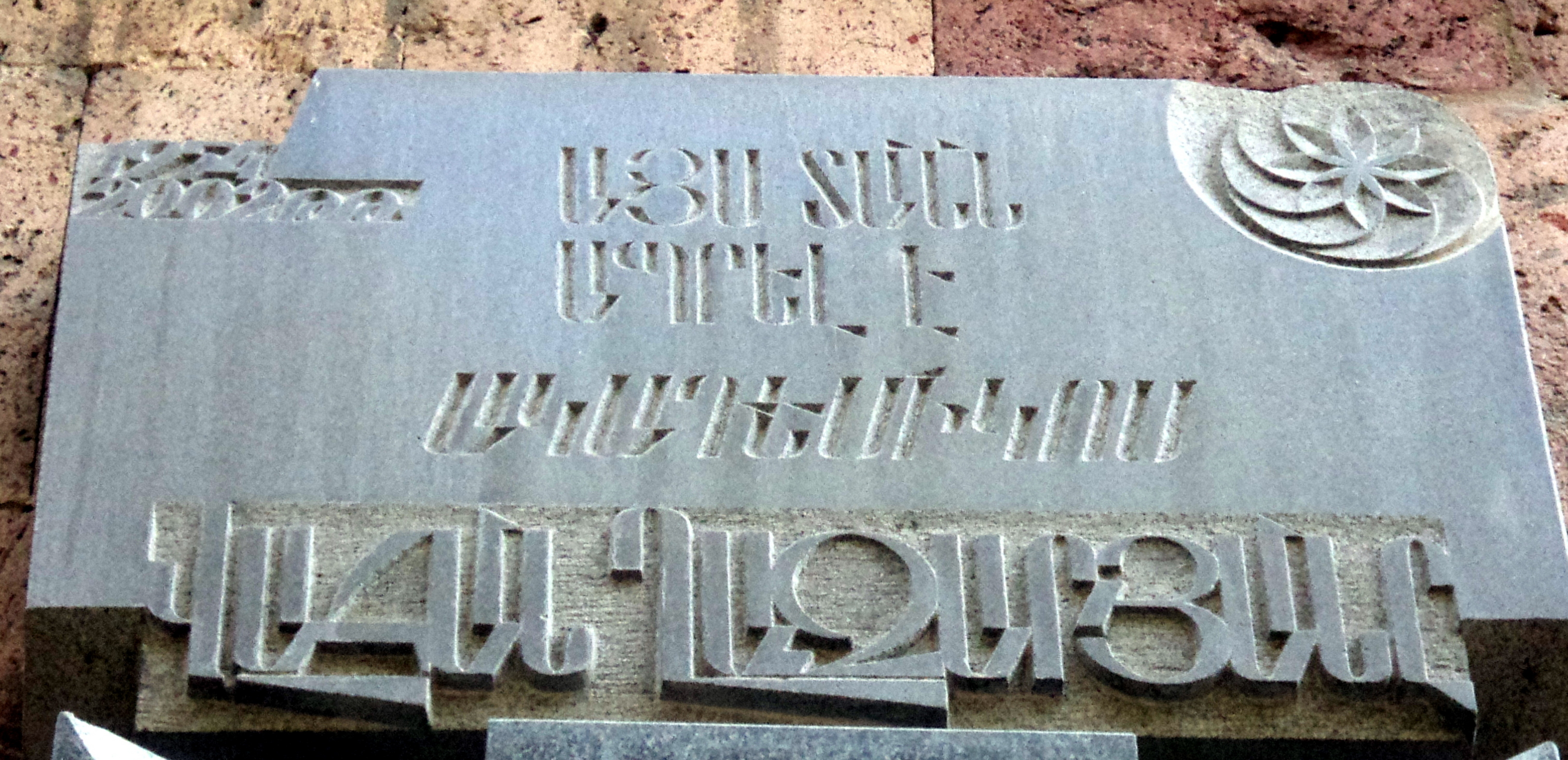
پلاک یادبود واهان قازاریان